# Жовті Води I
Жовті Води I — вантажно-пасажирська залізнична станція 4-го класу Криворізької дирекції Придніпровської залізниці на перетині ліній П'ятихатки — Савро та Жовті Води І — Жовті Води II між станціями П'ятихатки (8 км) та Савро (10 км). Існує відгалуження на Жовті Води II (13 км). 
Розташована в селищі Мирне Кам'янського району Дніпропетровської області.

## Історія
Станція виникла у 1898 році. До 1974 року мала назву Жовті Води.

## Пасажирське сполучення
На станції зупиняються приміські електропоїзди, що прямують до станцій Кривий Ріг-Головний / Рокувата / Тимкове / Карачуни / Терни / П'ятихатки а також спальний потяг 075К , сполученням Київ - Пассажирський - Кривий Ріг-Головний та потяг 128 Львів-Запоріжжя. 